# Douglas Churchill
Douglas George Churchill (ur. 7 listopada 1948) – australijski judoka. Olimpijczyk z Monachium 1972, gdzie zajął dwunaste miejsce w wadze półśredniej.
Uczestnik mistrzostw świata w 1971. Zdobył złoty medal mistrzostw Oceanii w 1970 i 1973. Mistrz Australii w 1970, 1972 i 1973 roku.

## Letnie Igrzyska Olimpijskie 1972
| Konkurencja | Eliminacje                  | Eliminacje            | Klas. końcowa |
| Konkurencja | Przeciwnik I                | Przeciwnik II         | Miejsce       |
| ----------- | --------------------------- | --------------------- | ------------- |
| 70 kg       | Robert Van De Wever (BEL) Z | Antal Hetényi (HUN) P | 12.           |